# Claudia Jordan
Claudia Jordan (ur. 12 kwietnia 1973 w Providence, USA)  – amerykańska aktorka i modelka.

## Życiorys
W 1990 r. zdobyła tytuł Miss Nastolatek Rhode Island, a w roku 1997 Miss Rhode Island, który umożliwił jej start w konkursie Miss USA, w którym uplasowała się na 10. miejscu.

## Filmografia
- Simone (2002)... Simone Lookalike
- Historia Little Richarda (2000)... seksowna kobieta
- Black Supaman (2007)... Laura Lane

## Seriale
- Ballers (2007) – we własnej osobie
- Deal or No Deal (2005–) – Modelka #1
- Świat Raven (2005) – Miss Bonita
- One on One (2005) – we własnej osobie
- Modern Girl’s Guide To Life (2005)
- Livin' Large (2004-05) – Correspondent
- Nora's Hair Salon (2004)
- 54321 (2003) – Correspondent/Fill-In Host
- Moda na sukces (2002) – we własnej osobie
- Dog Eat Dog (2002)
- The Price Is Right (2001–2003) – Model
- The Best Damn Sports Show Period (2001) – we własnej osobie
- Jack i Jill (2000) – Natasha
- City Guys (1999) – Vanessa
- Trippin’ (1999)
- Backstreet Boys: All Access Video (1998) – dziewczyna w teledysku "Quit Playing Games with my Heart"